# Estação 104 Sul
A Estação 104 Sul será uma das estações do Metrô do Distrito Federal, situada em Brasília, entre a Estação 102 Sul e a Estação 106 Sul, na Asa Sul. Como o nome sugere, esta estação fica próxima a superquadra 104 Sul.
Embora o metrô passe pela região, existe apenas o espaço destinado à construção da estação, ainda sem previsão de ser concluída. Atualmente a estrutura de concreto está concluída, restando a ser concluído os túneis sob o Eixo Rodoviário, o acabamento e a instalação dos equipamentos.

## História
A Estação 104 Sul foi construída junto com as outras do sistema em 1994, mas apesar de ter sua estrutura concluída em 1999, ela e algumas outras como a 106 Sul e 110 Sul não foram abertas, segundo o governo, por falta de demanda na época.
Em 2015, considerava-se que a abertura dela e das duas próximas (106 Sul e a 110 Sul), agregariam mais 8,4 mil usuários ao sistema metroviário da cidade.

## Conclusão
Em 2015, o governo do Distrito Federal abriu licitação para a conclusão na estação junto com as estações 106 Sul e 110 Sul, com prazo de previsão de dois anos. Desde então, as obras da duas outras estações avançaram, mas a 104 Sul não. Em 2019, o governo justificou que não havia recursos para a conclusão, e não haveria prazo para a abertura.